# ليونارد سكينر
ليونارد سكينر (بالإنجليزية: Leonard Skinner)‏ هو سمسار العقارات ومدرب رياضي أمريكي، ولد في 11 يناير 1933 في جاكسونفيل في الولايات المتحدة، وتوفي بنفس المكان في 20 سبتمبر 2010 بسبب مرض آلزهايمر.